# 新井敏弘

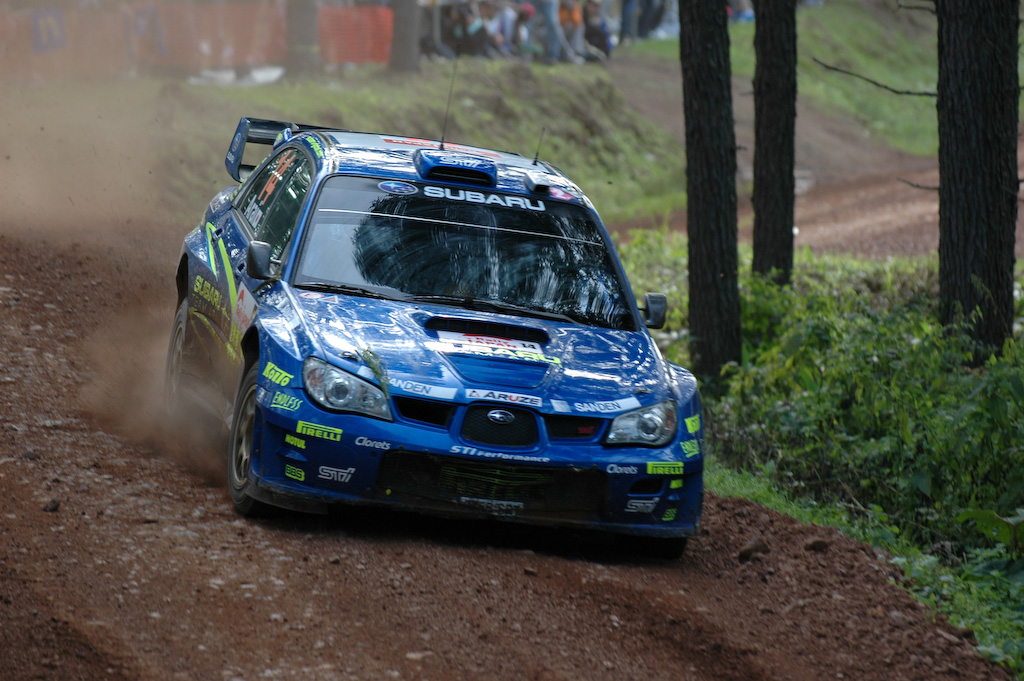
2006年日本拉力賽中新井敏弘正駕駛速霸陸Impreza WRC

新井敏弘（1966年12月25日—）乃日本拉力賽賽車手，出身於群馬縣，血型AB型，畢業於群馬大學工學部，暱稱為「敏（日语：トシ）」。自行創設新井賽車公司（日语：アライモータースポーツ株式会社），其長子新井大輝亦是一位拉力賽賽車手。

## 生平略歷
新井在學生時代便迷上拉力賽，1990年獲得BC地區（東北、關東）冠軍，1991年以豐田Corolla AE101奪下日本拉力錦標賽冠軍；1992年以五十鈴Gemini獲得日本拉力錦標賽B組冠軍。翌年起開始以速霸陸Impreza投入C組賽事，直到1997年拿下日本拉力錦標賽C組冠軍，並移籍至汽車改裝公司CARROSSER。1998年開始進軍世界拉力錦標賽N組之賽事，直到2000年在歐洲拉力錦標賽的盧森堡奪得分站冠軍，這是日本人首度在此錦標賽中奪得分站冠軍。
2001年加入速霸陸WRC車隊，出賽4場，並在塞浦路斯分站中拿下第4名的成績。2002年參與世界量產車拉力錦標賽（縮寫成PWRC），分別在希臘雅典衛城拉力賽、德國拉力賽中下場角逐。2003年PWRC賽中6戰3勝，獲得綜合排名第2位；2004年的綜合排名亦同。2005年PWRC賽中連續在瑞典、土耳其、日本、澳洲等分站獲勝，奪下當年度PWRC冠軍。雖然2006年在PWRC僅獲得第6名，翌年再度奪下冠軍王座。2008年雖以新型速霸陸Impreza參加PWRC，卻連續在四個分站中慘遭淘汰，當年僅獲得綜合排名第10位。接著連續兩年在PWRC賽事中皆獲得綜合排名第5位後，2011年改以R4組WRX STi R4參加國際拉力挑戰賽（縮寫成IRC），獲得量產車組之冠軍；2012年參加IRC則獲得第2名。2013年投入歐洲拉力錦標賽，僅在羅馬尼亞分站拿下第3名，其餘分站戰績並不佳。

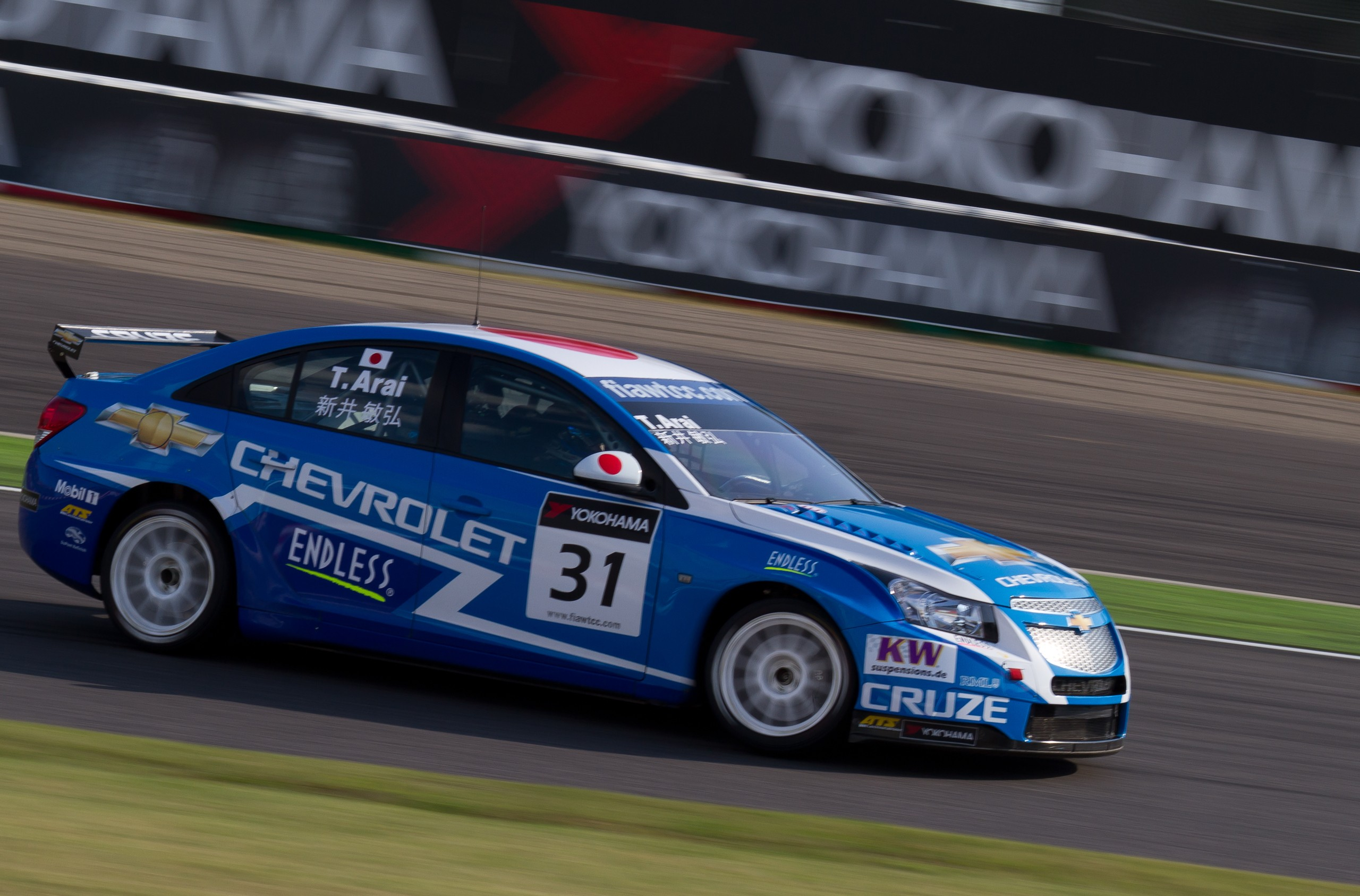
參加2011年世界房車錦標賽日本站的賽事
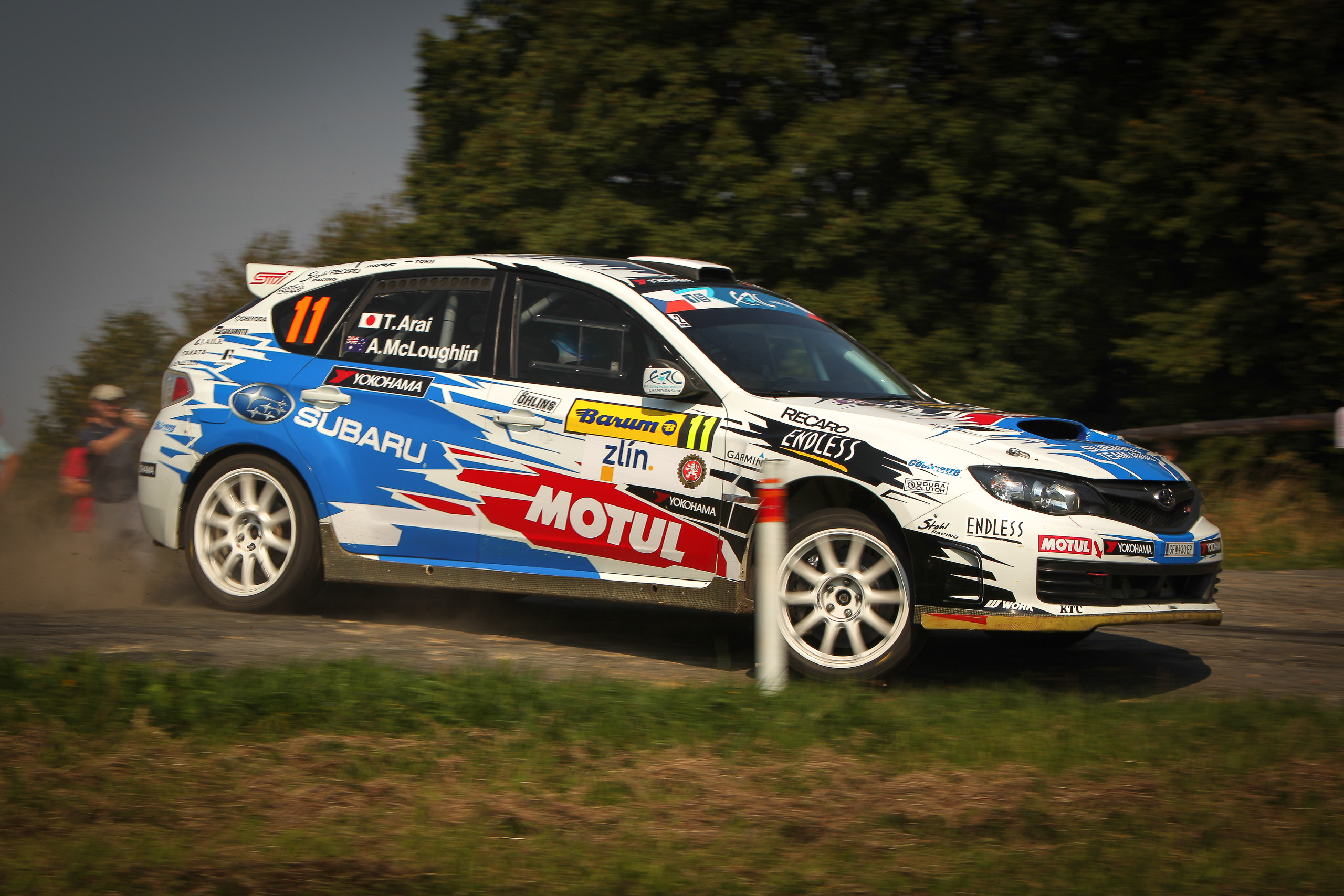
2013年和安東尼·麥克羅林共同駕駛的速霸陸Impreza STi R4

## 內部連結
- 速霸陸
- 速霸陸技術國際
- 速霸陸Impreza

## 外部連結
- （日語）個人官方網站 （页面存档备份，存于）